# Singkup (Japara)
Singkup is een bestuurslaag in het regentschap Kuningan van de provincie West-Java, Indonesië. Singkup telt 553 inwoners (volkstelling 2010).